# Place Michel-Debré
La place Michel-Debré, anciennement carrefour de la Croix-Rouge, est une voie du 6e arrondissement de Paris.

## Situation et accès
Elle se situe à l'intersection de la rue du Four, de la rue de Grenelle, de la rue de Sèvres, de la rue du Cherche-Midi et de la rue du Vieux Colombier.  
Les stations de métro les plus proches sont Saint-Sulpice et Sèvres - Babylone.

## Origine du nom

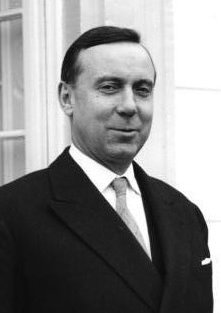
Michel Debré.

Cette place a été nommée en mémoire de l'homme politique Michel Debré (1912-1996).

## Historique

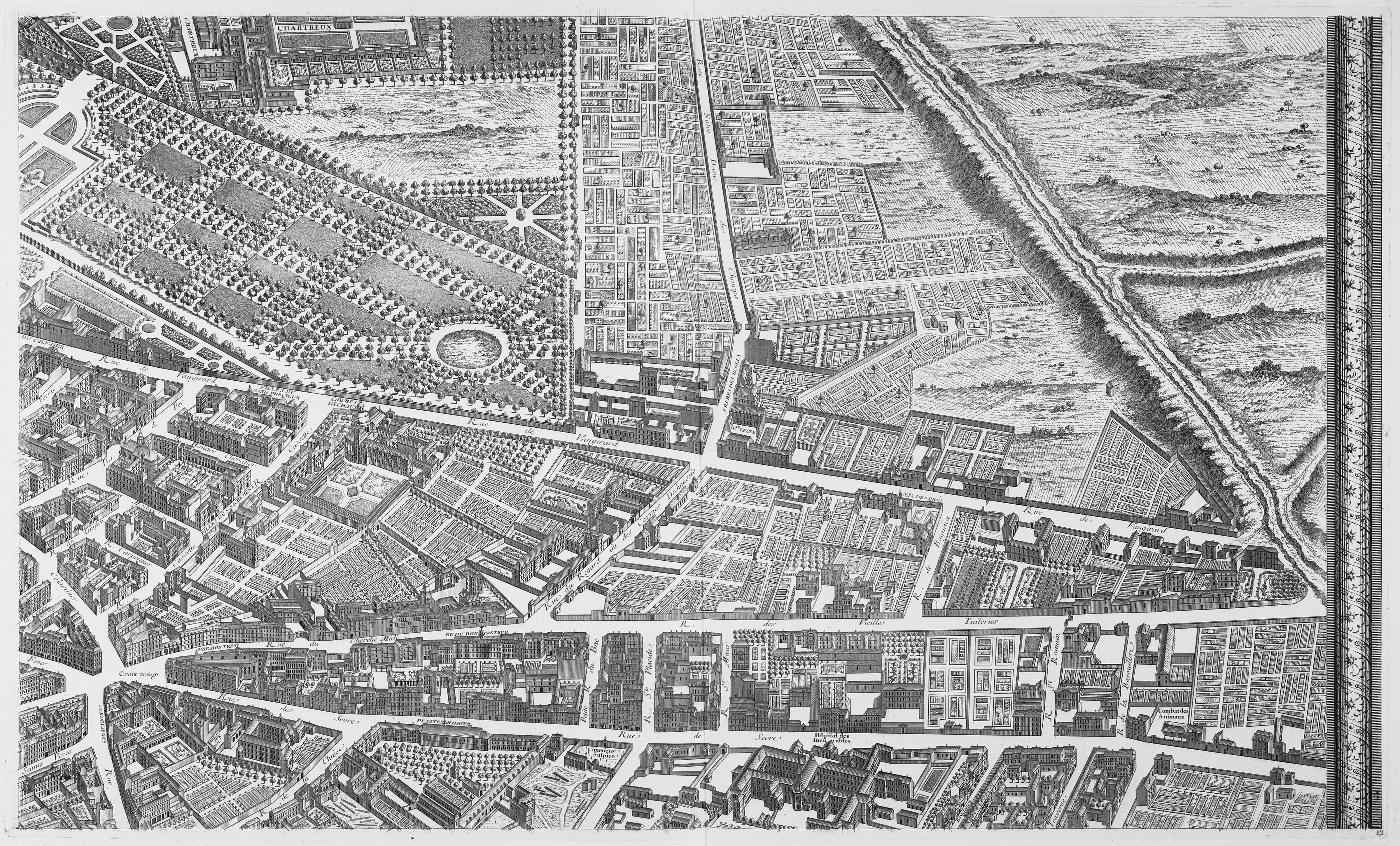
Le carrefour de la Croix-Rouge (en bas et à gauche) sur le plan de Turgot (1739).

Le carrefour de la Croix Rouge existait au XVe siècle. Il a reçu tour à tour les noms de « carrefour de la Maladrerie », « carrefour de la Croix Rouge », « carrefour du Four », « carrefour du Bonnet Rouge » en 1793 durant la Révolution, « carrefour du Jeu de Boule », de nouveau « carrefour de la Croix Rouge », puis « place Michel-Debré » en 2005. Toutefois, en 2018, des plaques indiquent encore l'ancien nom de la place : « carrefour de la Croix-Rouge ».
Au XVe siècle, cette place était un cloaque situé hors de la ville de Paris. Pour décharger l'Hôtel-Dieu, on a transformé quelques granges se trouvant au bout de la rue du Four en un hospice pour pauvres et incurables destiné aux vérolés qu'on ne voulait plus voir. Cette place s’est donc d'abord appelée « carrefour de la Maladrerie ». Il ne faut pas confondre cette maladrerie avec la « maladrerie Saint-Germain » qui était située un peu plus loin dans la rue de Sèvres à l'emplacement de l'actuel Square Boucicaut et qui était une léproserie. Celle-ci fut remplacée en 1557 par l'hôpital des Petites-Maisons, devenu en 1801 l'hospice des Petits-Ménages destiné aux vieillards indigents. 
Le nom de « carrefour de la Croix Rouge » en remplacement de celui de « carrefour de la Maladrerie » lui fut donné en 1514, lorsque l'Abbé de Saint-Germain des Prés, Guillaume Briçonnet, fit transporter une grande croix peinte en rouge qui encombrait alors le porche de l'église. Elle signalait alors aux passants qu'il était sage de s'éloigner de cet endroit. On enleva la croix en 1650 mais le nom de la place resta jusqu'en 2005. 
La porte d'accès à l'église du couvent des Prémontrés du Saint-Sacrement s'ouvrait sur le carrefour à l'angle des rues de Sèvres et du Cherche-Midi.

### Les émeutes de 1750
Le 16 mai 1750, un officier de police conduisit au poste un enfant de la rue des Nonnains-d'Hyères qui s’était rendu coupable de quelques incartades sans importance.
La mère, éplorée, ameuta tout le quartier et rapidement la rumeur courut que Louis XV faisait enlever les enfants âgés de 5 à 10 ans, afin qu’ils fussent sacrifiés et que leur sang fût utilisé pour les bains du roi et de ses courtisans. Si bien que l’émeute prit de l’ampleur, en particulier dans le faubourg Saint-Antoine, où des agents de police furent pris à partie.
Les 22 et 23 mai l’agitation se propage dans les quartiers de la porte Saint-Denis, de la butte Saint-Roch et au carrefour de la Croix-Rouge.
Environ 2 000 personnes se portent sur la route de Versailles pour attendre le retour du lieutenant général de police Nicolas Berryer, allé prendre des ordres. Ils se heurtent à la troupe et au guet royal qui les dispersent.
Ayant pris connaissance de cette émeute et de sa dégénération, Louis XV décide, en représailles, de priver les Parisiens de sa présence. Il fait construire, pour se rendre de Versailles à Saint-Denis et Compiègne, une route évitant Paris, connue sous le nom de « route de la Révolte ».

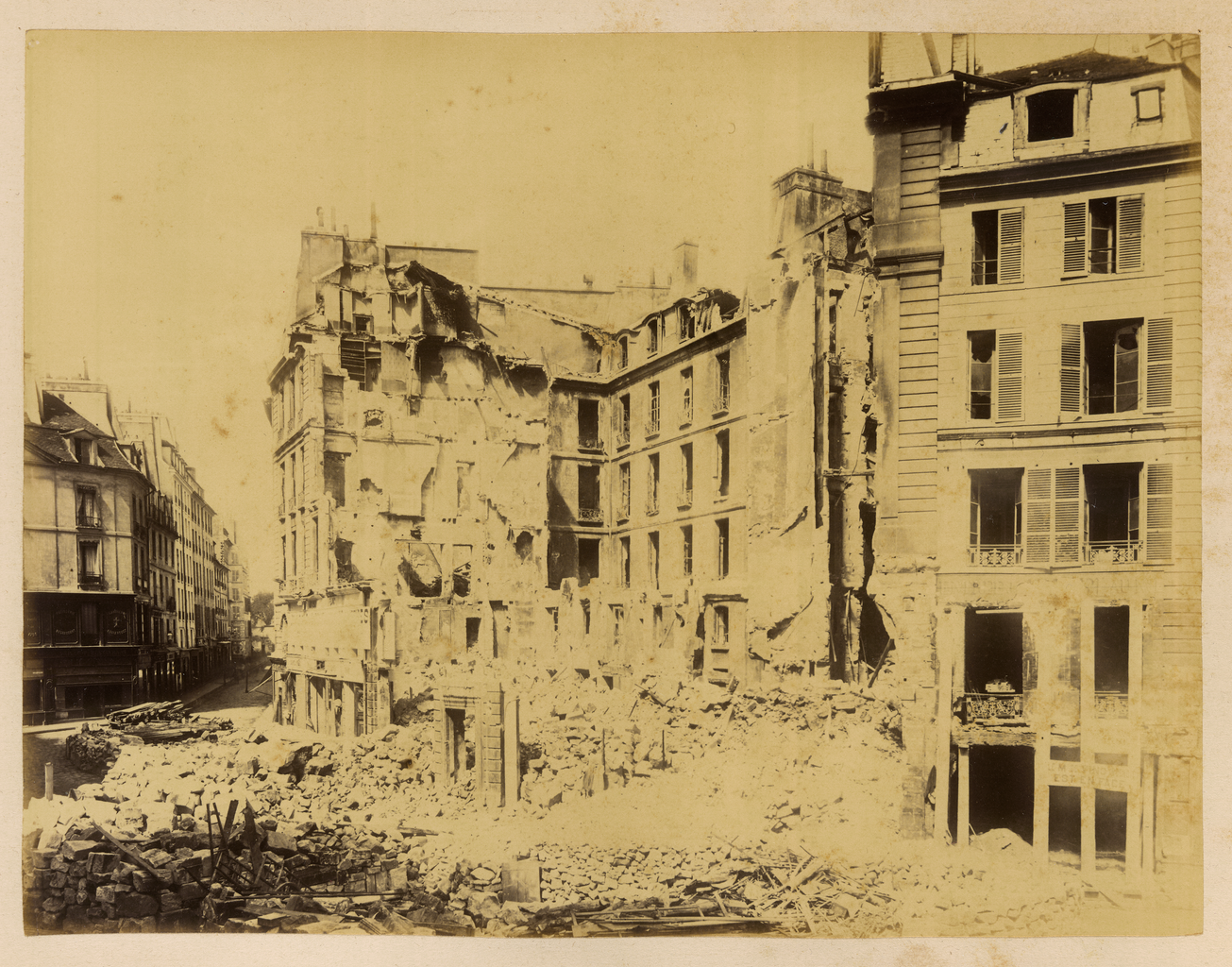
Le carrefour de la Croix-Rouge après la guerre de 1870.
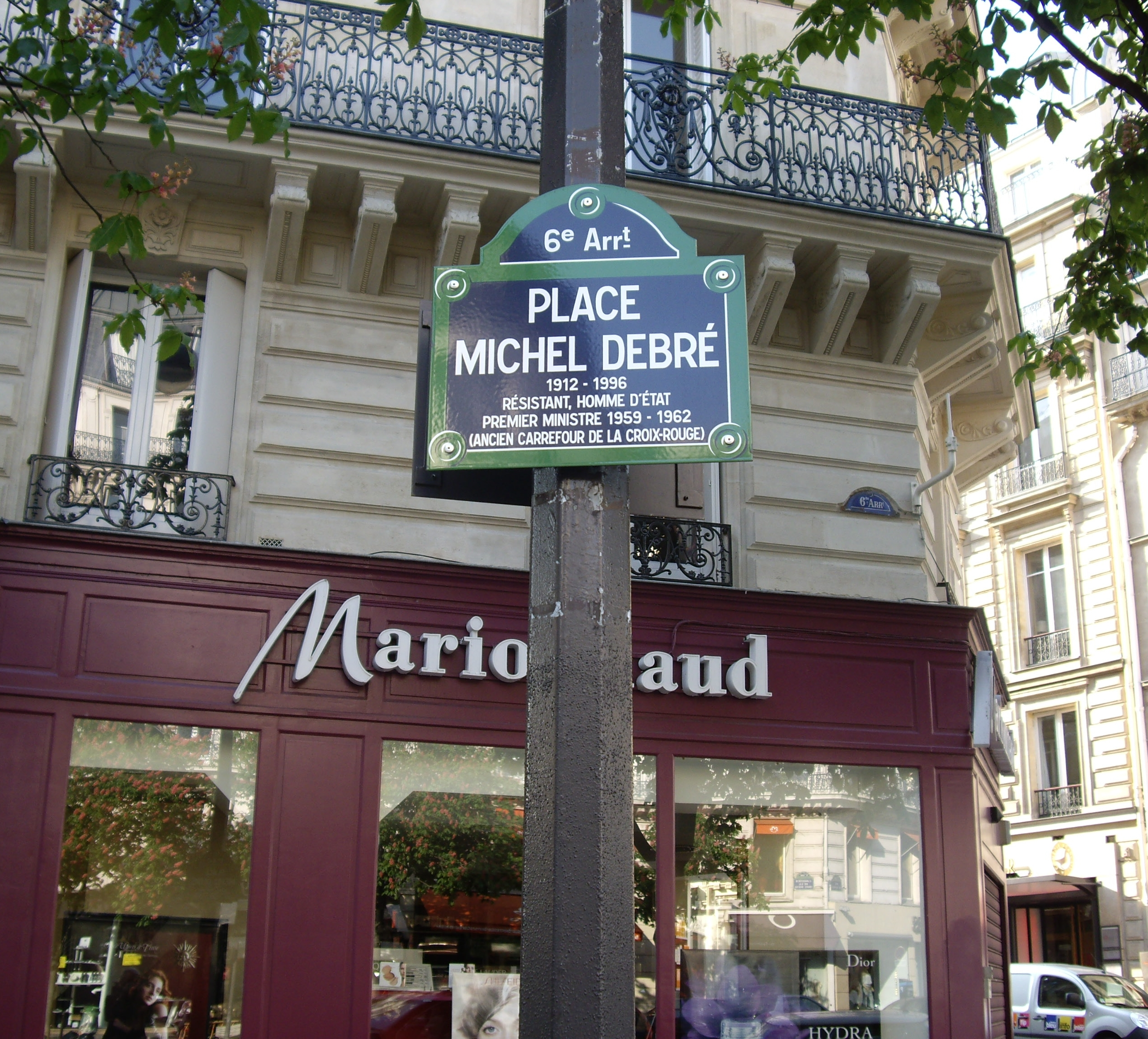
Nom actuel (en 2010).
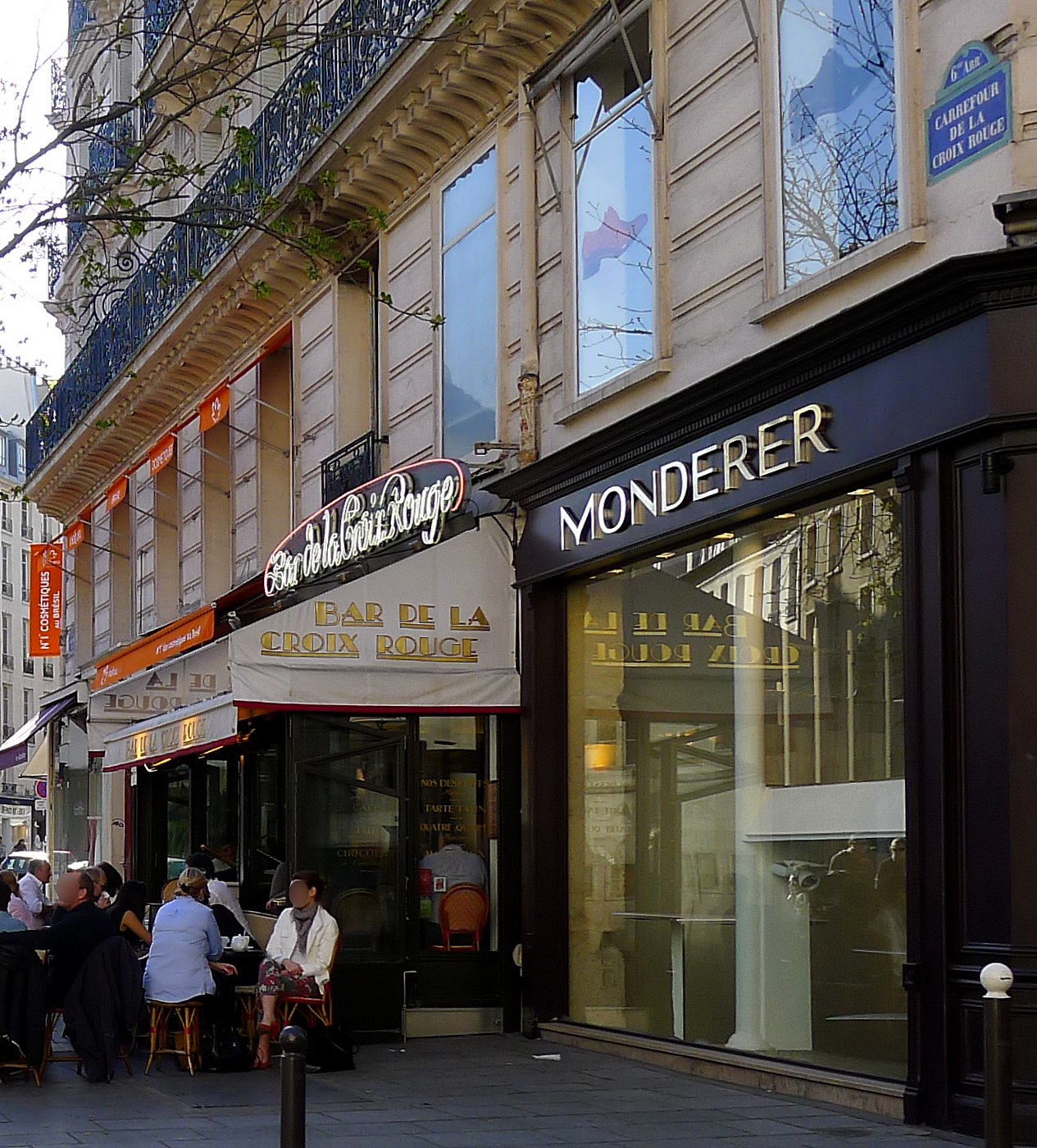
Plaque avec l'ancien nom de la place (en 2014).

## Bâtiments remarquables et lieux de mémoire
- Le Centaure, hommage à Picasso (1983-1985), œuvre monumentale en bronze de l'artiste français César (1921-1998) a été érigée sur cette place en 1988, alors que celle-ci était encore dénommée carrefour de la Croix-Rouge.
- De 1923 à 1939, la station de métro Croix-Rouge, sur la ligne 10 qui passe sous la place, était en activité.
- Depuis la place, l'axe de la rue de Sèvres vers l'ouest donne sur la façade du Bon Marché ; l'axe de la rue du Vieux-Colombier donne sur la tour nord de l'église Saint-Sulpice.

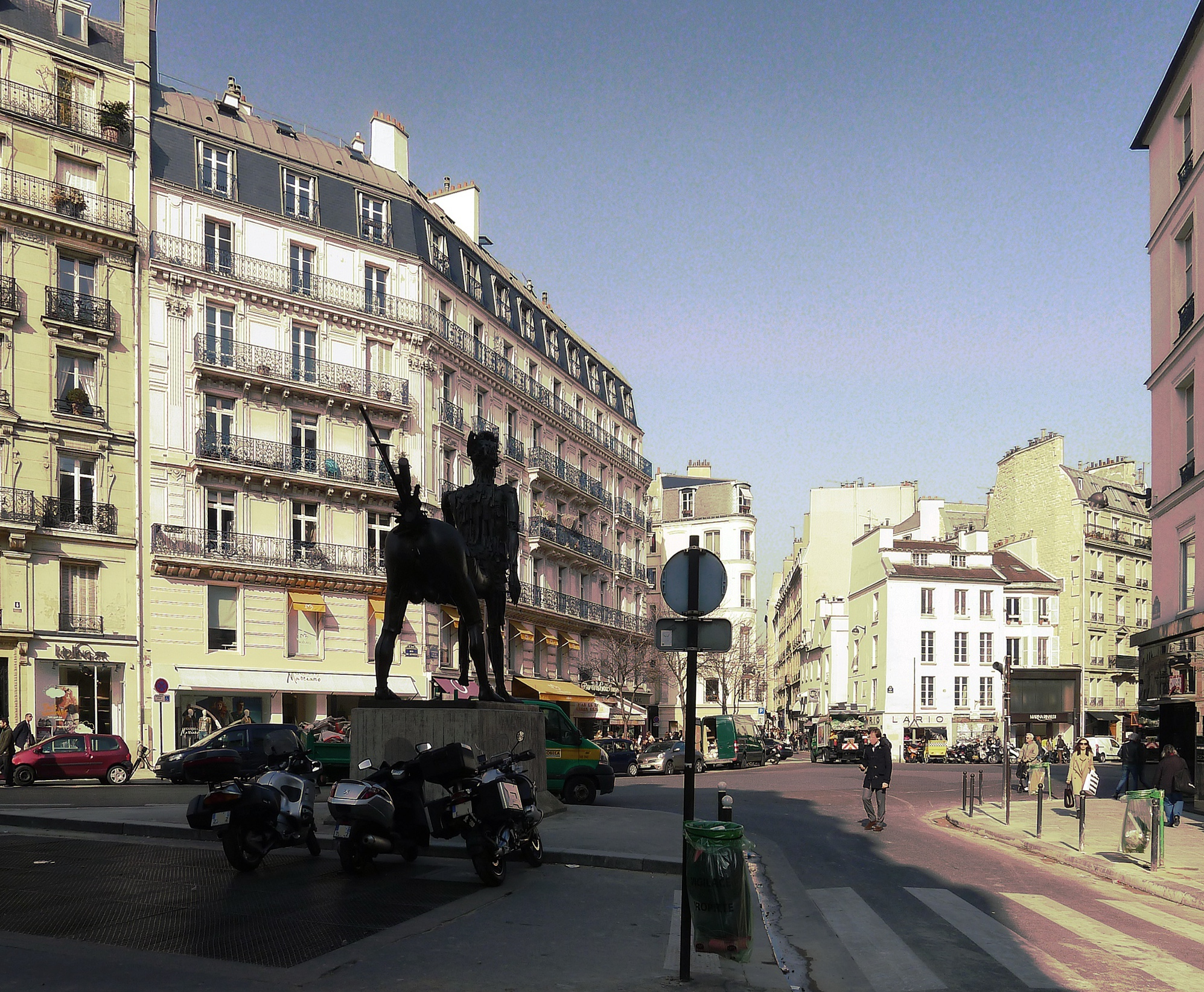
Place Michel-Debré vue depuis la rue du Cherche-Midi.
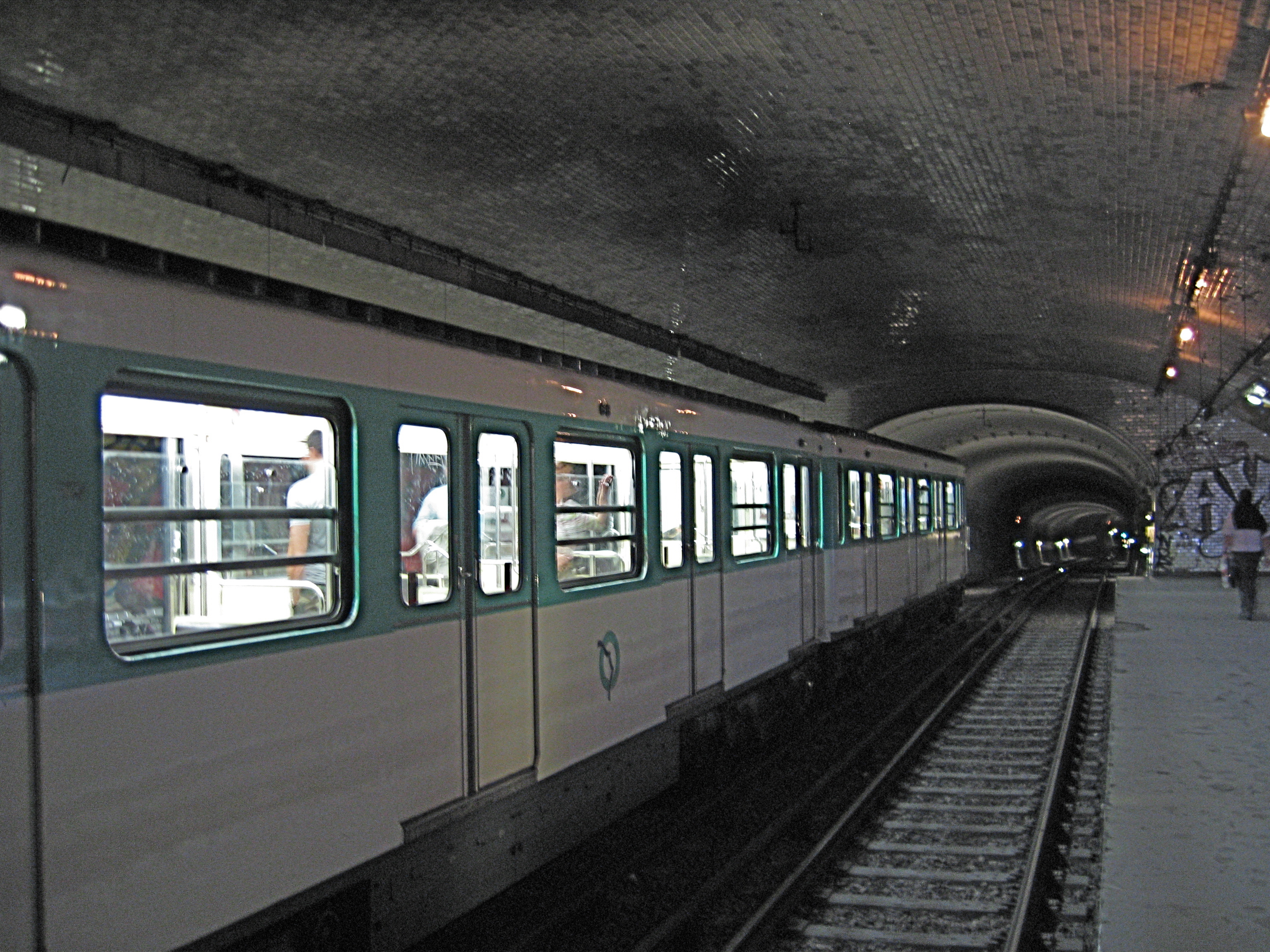
Station fantôme Croix-Rouge lors d'une journée du patrimoine (2006).
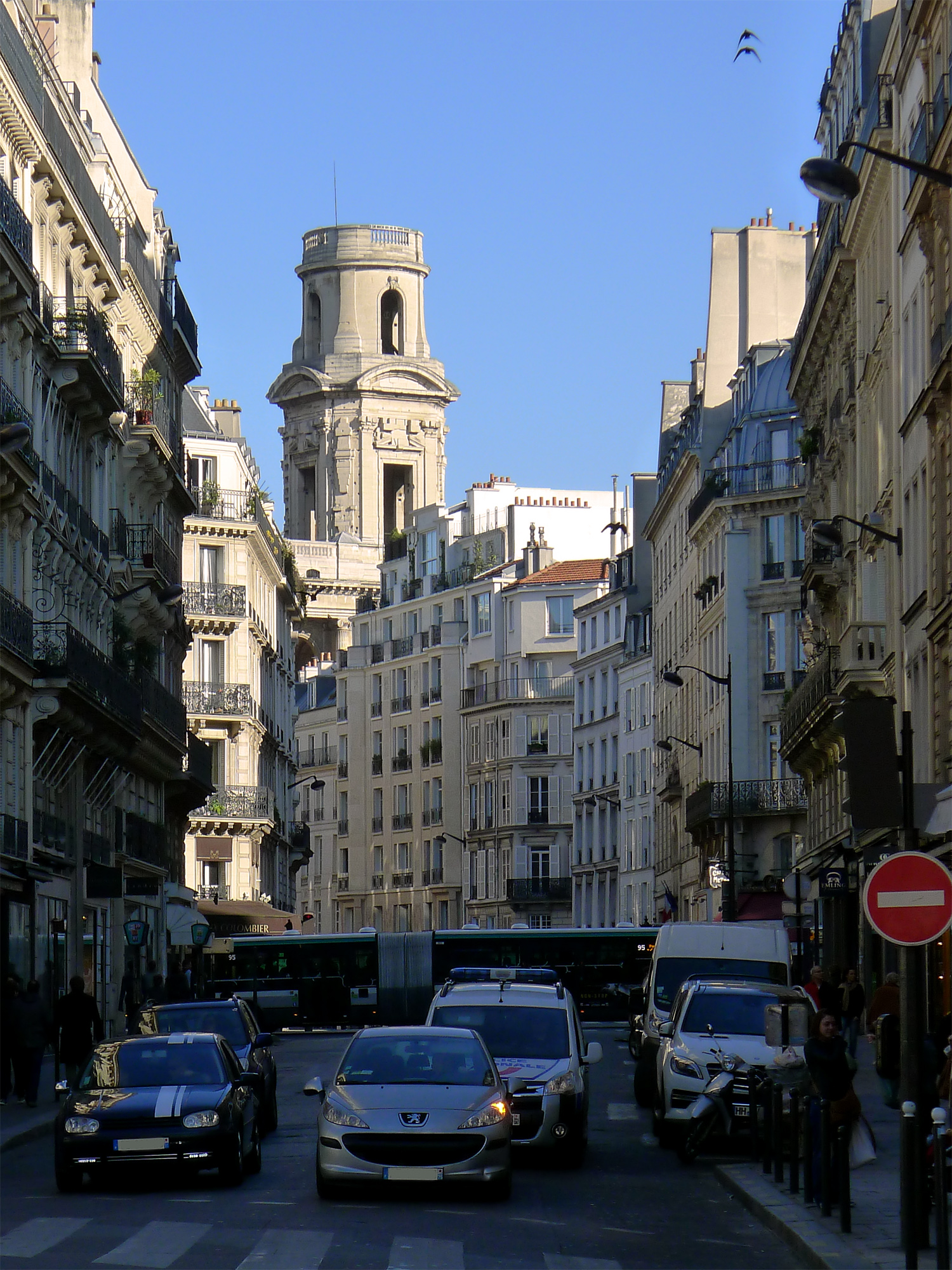
Église Saint-Sulpice vue depuis la place.